# Прекрасная Люканида, или Война усачей с рогачами
«Прекрасная Люканида, или Война рогачей с усачами» (рус. дореф. Прекрасная Люканида, или Борьба рогачей съ усачами) — немой мультипликационный фильм русского режиссёра и оператора Владислава Старевича, снятый им в 1912 году. Его первый — и один из первых в мире — объёмно-мультипликационный (кукольный) фильм. Представляет собой пародию (с элементами гротеска) на засилье в кинематографе того времени эффектных псевдоисторических сюжетов из аристократической жизни. 
Фильм был снят способом покадровой съёмки, впервые применённой В. Старевичем в 1910 году во время работы над созданием познавательного фильма «Битва жуков-рогачей».
Фильм немой и при этом без титров. Для того, чтобы зрители понимали сюжет, к фильму была написана подробная аннотация, которая зачитывалась вслух специально нанятыми декламаторами в кинозалах во время каждого сеанса по ходу демонстрации ленты. Аннотация тогда же была опубликована в журнале «Вестник кинематографии», что позволило сто лет спустя при восстановлении фильма снабдить его закадровым комментарием сюжета.
Премьера «Прекрасной Люканиды» состоялась 8 апреля (26 марта по старому стилю) 1912 года. Фильм демонстрировался в кинопрокате до середины 20-х годов. В послереволюционный период шёл под названием «Куртизанка на троне».

## Описание
В фильме разыгрывается драма из средневековой жизни, главными героями которой выступают насекомые, — любовная история царицы жуков-рогачей Люканиды и графа Героса из соперничающего племени жуков-усачей.
В качестве героев фильма В. Старевич снимал насекомых из своей обширной энтомологической коллекции, предварительно придав им необходимые для съёмки качества. О том, как это делалось, можно судить по его описанию работы над фильмом «Битва жуков рогачей»:

Естественно, сначала насекомое нужно соответственно подготовить. Не так уж трудно пропустить сквозь лапки тонкую проволочку, прикрепив её воском к туловищу. Я сделал из пластилина «поле битвы», чтобы иметь основание, в котором держались бы лапки насекомого. С движениями жуков трудностей не было. Продумав будущую схватку рогачей, я набросал основные позы. При съёмке я делил каждое движение на ряд фаз. Для каждого кадра устанавливал свет.
Хорошее знание повадок насекомых, которых Старевич изучал много лет, и использование метода покадровой съёмки позволяли ему добиваться в своих фильмах натуральной пластики. Работавший на киностудии А. А. Ханжонкова Б. А. Михин вспоминал о «Прекрасной Люканиде»:

Действительно, по экрану путешествовали настоящие, словно живые, объёмные жуки, они играли свои „роли“. О Старевиче говорили как о новом кинематографическом чуде. 
Фильм пользовался бешеным успехом у российских и зарубежных зрителей. Покадровая техника кукольной анимации была тогда ещё мало известна, поэтому во многих отзывах сквозило изумление тем, каких невероятных вещей можно добиться от насекомых с помощью дрессировки.

Например, лондонская газета «Evening News» писала:
«Как всё это сделано? Никто из видевших картину не мог объяснить. Если жуки дрессированные, то дрессировщик их должен был быть человеком волшебной фантазии и терпения. Что действующие лица именно жуки, это ясно видно при внимательном рассмотрении их внешности. Как бы то ни было, мы стоим лицом к лицу с поразительным явлением нашего века…»
Как писал «Вестник кинематографии» № 32 за 1912 год: «…Лучшей оценкой технических и художественных достоинств фильма является то внимание, которым почтили эту ленту наши западноевропейские товарищи по делу кинематографии. Нам известно из самых достоверных источников, что тираж её за границу уже перевалил за сотню экземпляров, что само собою говорит о достоинствах товара…»

## Реставрация
В 2012 году Госфильмофонд России реставрировал мультфильм, автором версии стал Николай Изволов. Наряду с реставрацией изображения была выполнена закадровая озвучка происходящего на экране голосом рассказчика, в роли которого выступил Александр Негреба, в качестве музыкального оформления был использован «Сентиментальный вальс» Петра Чайковского (1881 г.). Премьерный показ отреставрированной версии состоялся в рамках XVI фестиваля архивного кино «Белые столбы − 2012», проходившего с 30 января по 3 февраля 2012 года.